# Home Is Where the Music Is
Albums de Hugh Masekela
Hugh Masekela & Union of South Africa
(1971) Introducing Hedzoleh Soundz
(1973)
Home Is Where the Music Is est un album de Hugh Masekela, sorti en 1972.

## L'album
Il fait partie des 1001 albums qu'il faut avoir écoutés dans sa vie. 

### Titres
Les titres sont de Hugh Masekela, sauf 3.The Big Apple, et 8.Nomali, de Dudu Pukwana. 
1. Part of a Whole (9:37)
2. Minawa (9:37)
3. The Big Apple (7:53)
4. Uhome (5:28)
5. Maseru (7:07)
6. Innercrisis (5:52)
7. Blues for Huey (6:25)
8. Nomali (7:21)
9. Maesha (10:28)
10. Ingoo Pow-Pow (Children's Song) (6:45)

### Musiciens
- Hugh Masekela : trompette
- Larry Willis : piano acoustique et électrique
- Dudu Pukwana : saxophone alto
- Eddie Gomez : basse
- Makhaya Ntshoko : batterie